# محمدعلی جعفریان
سید محمدعلی جعفریان (۱۳۱۳–۲۹ بهمن ۱۳۹۱) پژوهشگر، زمین‌شناس و استاد دانشگاه ایرانی بود. او دکترای «بیو استراتیگرافی و فسیل‌شناسی» از دانشگاه لیون فرانسه داشت. وی برای دهه‌ها از چهره‌های شاخص علمی در اصفهان به‌شمار می‌آمد.

## زندگی‌نامه
محمدعلی جعفریان در سال ۱۳۱۳ در نائین اصفهان به دنیا آمد. او در سال ۱۳۳۲، از دانش‌سرای کشاورزی شیراز دیپلم کشاورزی گرفت و در سال ۱۳۳۴ دیپلم تجربی خود را از دبیرستان شاپور شیراز دریافت کرد. او در سال ۱۳۳۷، درجه کارشناسی رشته علوم طبیعی از دانشگاه تهران را دریافت کرد. او پس از اخذ جایگاه دانشجوی ممتاز و کسب امتیاز بورسیه، به صورت دانشجوی مأمور به تحصیل به کشور فرانسه اعزام شد.
جعفریان در سال ۱۳۵۱، موفق شد که در فرانسه مدرک فوق لیسانس خود را در رشتهٔ «مجموعه‌های رسوبی» از دانشگاه کلود برنارد دریافت کند و در سال ۱۳۵۳ نیز، دورهٔ دکترای خود را در رشتهٔ «بیو استراتیگرافی و فسیل‌شناسی» در دانشگاه لیون با موفقیت پشت‌سر گذاشت.
محمدعلی جعفریان در ۲۹ بهمن ۱۳۹۱، بر اثر سکتهٔ مغزی درگذشت. وی در ۲ اسفند ۱۳۹۱، در قطعهٔ نام‌آوران آرامستان باغ رضوان اصفهان دفن شد.

## سوابق شغلی
جعفریان عضو هیئت ممیزه دانشگاه اصفهان، عضو کمیته تخصصی زمین‌شناسی شورای‌عالی برنامه‌ریزی علوم پایه در وزارت فرهنگ و آموزش عالی، مؤسس و مدیر موزه تاریخ طبیعی اصفهان، مدیر، مسئول و مؤسس مجله پژوهشی دانشگاه اصفهان، عضو شورای سردبیری مجله عمران و گسترش، کارشناس پژوهشی کمیته مواد معدنی شهرک علمی تحقیقاتی اصفهان و کارشناس معدنی اداره کل معادن و فلزات استان اصفهان بود.
همچنین، وی عضو وابسته گروه علوم پایه فرهنگستان علوم جمهوری اسلامی ایران، عضو انجمن زمین‌شناسی نفت آمریکا، عضو هیئت مؤسس و هیئت مدیره انجمن زمین‌شناسی ایران، عضو انجمن دیرینه‌شناسی ایران، عضو هیئت مؤسس و هیئت مدیره انجمن موزه داران اصفهان، و دبیر و عضو شورای مرکزی انجمن طبیعت یاران و محیط زیست بود.

## افتخارات
محمدعلی جعفریان برای دهه‌ها فعالیت علمی در کشور، افتخارات فراوانی را کسب کرد. از جمله:
- دریافت دو لوح تقدیر از رؤسای جمهوری اسلامی ایران در سال‌های ۱۳۶۹ و ۱۳۷۲[۱۴]
- کسب عنوان استاد نمونهٔ دانشگاه اصفهان در سال‌های ۱۳۷۰، ۱۳۷۱ و ۱۳۷۲[۱۵]
- کسب عنوان استاد نمونهٔ کشور در سال ۱۳۷۲[۱۶]
- زمین‌شناس نمونهٔ کشور در سال ۱۳۸۱[۱۷]
- جایزه سال انجمن ترویج علم در سال ۱۳۸۱[۱۸]